# Chiesa di Santa Maria della Concezione (Spoleto)

La Chiesa di Santa Maria della Concezione si trova a Spoleto, in un'area un tempo occupata dagli orti del convento agostiniano di San Nicolò. Localmente è anche nota come Santa Maria della piaggia. Dopo l'Unità d'Italia fu ridotta a uso militare e utilizzata come magazzino dal distretto militare Umberto I (poi diventato Caserma Nino Bixio) e in seguito dal Comune. Solo nel 2005 è stata restituita al culto.

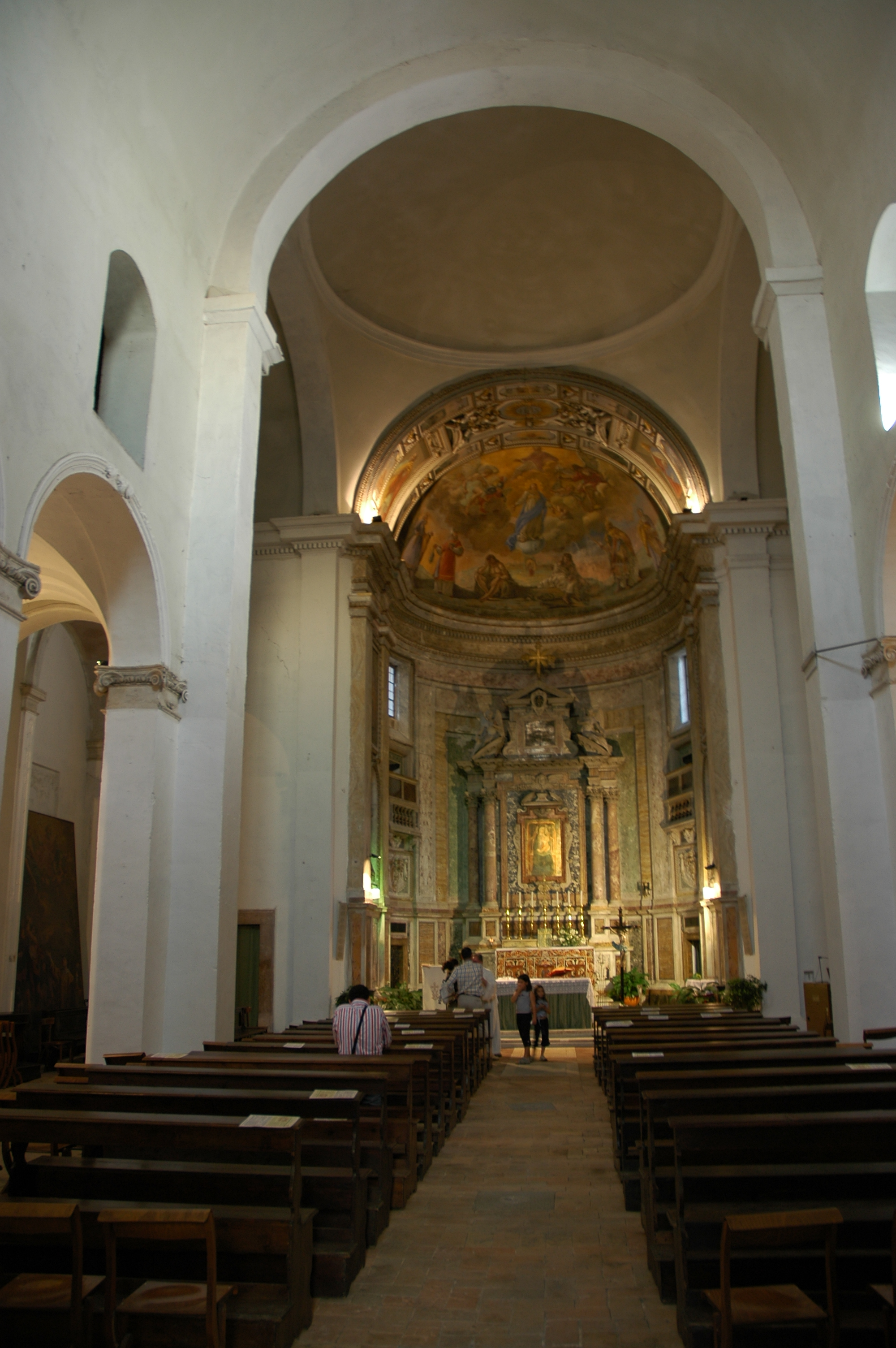
Interno

## Storia
Venne costruita allo scopo di dare degna accoglienza a un'immagine della Vergine, miracolosa e molto venerata, detta "Madonna della Piaggia", che fin dai primi anni del XVI secolo si trovava in un'edicola posta su di un pendio attualmente occupato dalla scalinata che collega via del Trivio con via Cecili. 

Così scriveva Achille Sansi:
(Achille Sansi)

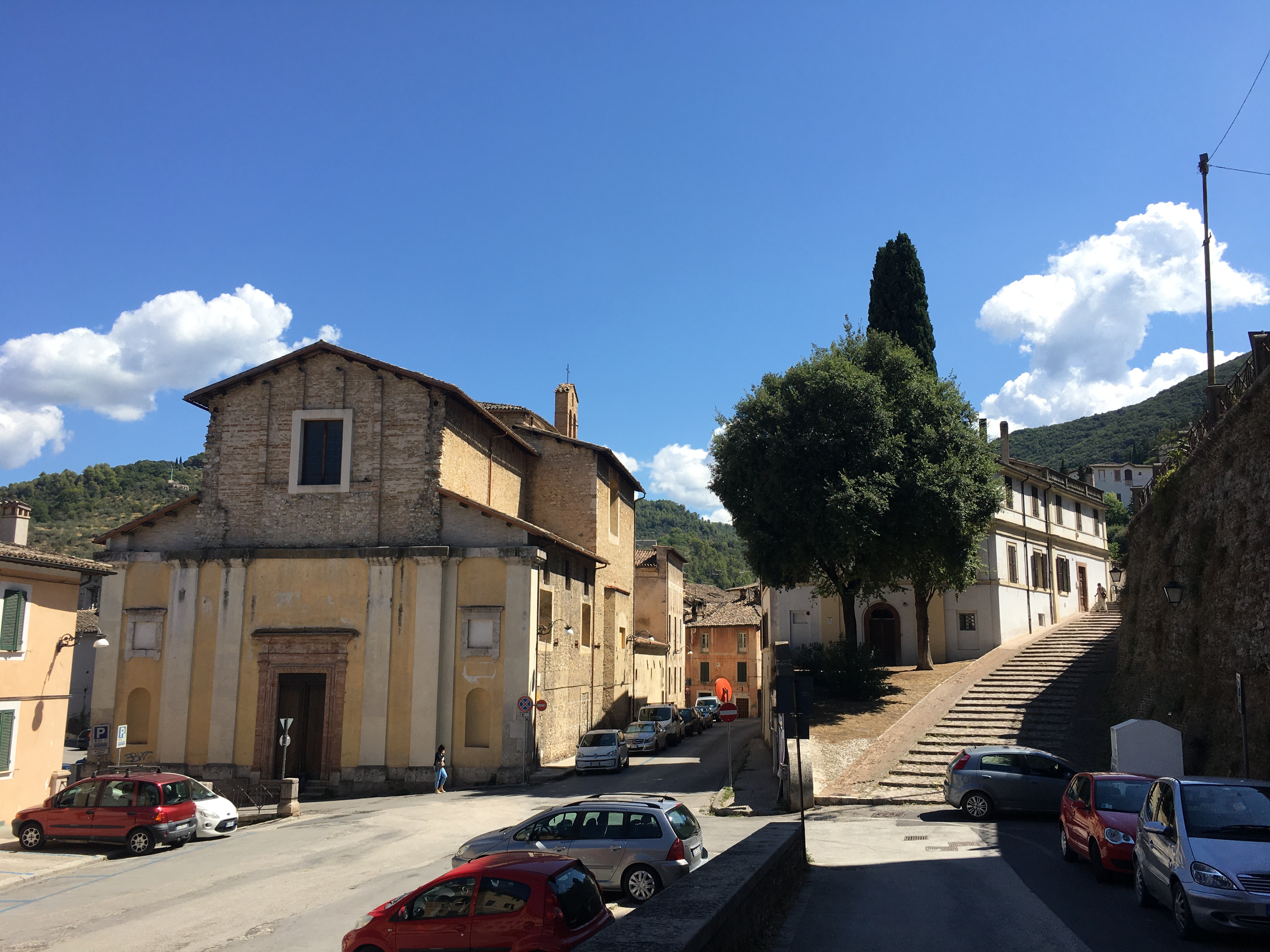
Santa Maria della Concezione di Spoleto

Il vescovo Paolo Sanvitale affidò la nuova costruzione alla Confraternita della Concezione, giovani di nobili famiglie spoletine, diretti da fra Pacifico Lattanzi, che già nel 1591 si erano adoperati per ampliare l'edicola. Nel 1594, grazie alla generosità di numerosi fedeli, iniziarono i lavori che si conclusero dopo undici anni: il 5 agosto 1605, con grande solennità, l'affresco della Madonna venne distaccato dall'edicola e traslato sull'altare maggiore della nuova chiesa. La Confraternita vi pose la propria residenza e il titolo della Concezione. Insieme al cinquecentesco affresco della Madonna di Loreto, conservato nell'omonimo santuario, la Madonna della Piaggia è la più illustre immagine sacra spoletina.

### I Gesuiti
Già nella seconda metà del XVI secolo il Comune avrebbe voluto affidare ai Gesuiti l'educazione della gioventù spoletina. Il progetto di un collegio fu a lungo dibattuto ma, per motivi economici, mai realizzato.
Soltanto un secolo dopo si crearono le condizioni che convinsero la Compagnia di Gesù ad accettare l'incarico: ebbero la totale disponibilità della chiesa di Santa Maria della piaggia e dei fabbricati annessi che divennero sede del monastero e del collegio; specifici lasciti assicurarono i compensi agli insegnanti e l'intercessione di papa Gregorio XV fece il resto. Finalmente nel settembre 1621 i Gesuiti assunsero la gestione della scuola pubblica cittadina; primo rettore fu padre Agapito Gervasi. In breve tempo l'istituto attirò numerosi studenti, giovani provenienti anche da zone limitrofe, accolti nel collegio appena fondato.

Ulteriori donazioni consentirono ai Gesuiti di arricchire la chiesa di preziose suppellettili, fini marmi, dipinti e dorature. Tra il 1623 e il 1624 commissionarono la decorazione del catino absidale a un giovane artista che, secoli dopo (nel 1978), verrà individuato da Bruno Toscano in Giovanni Serodine.

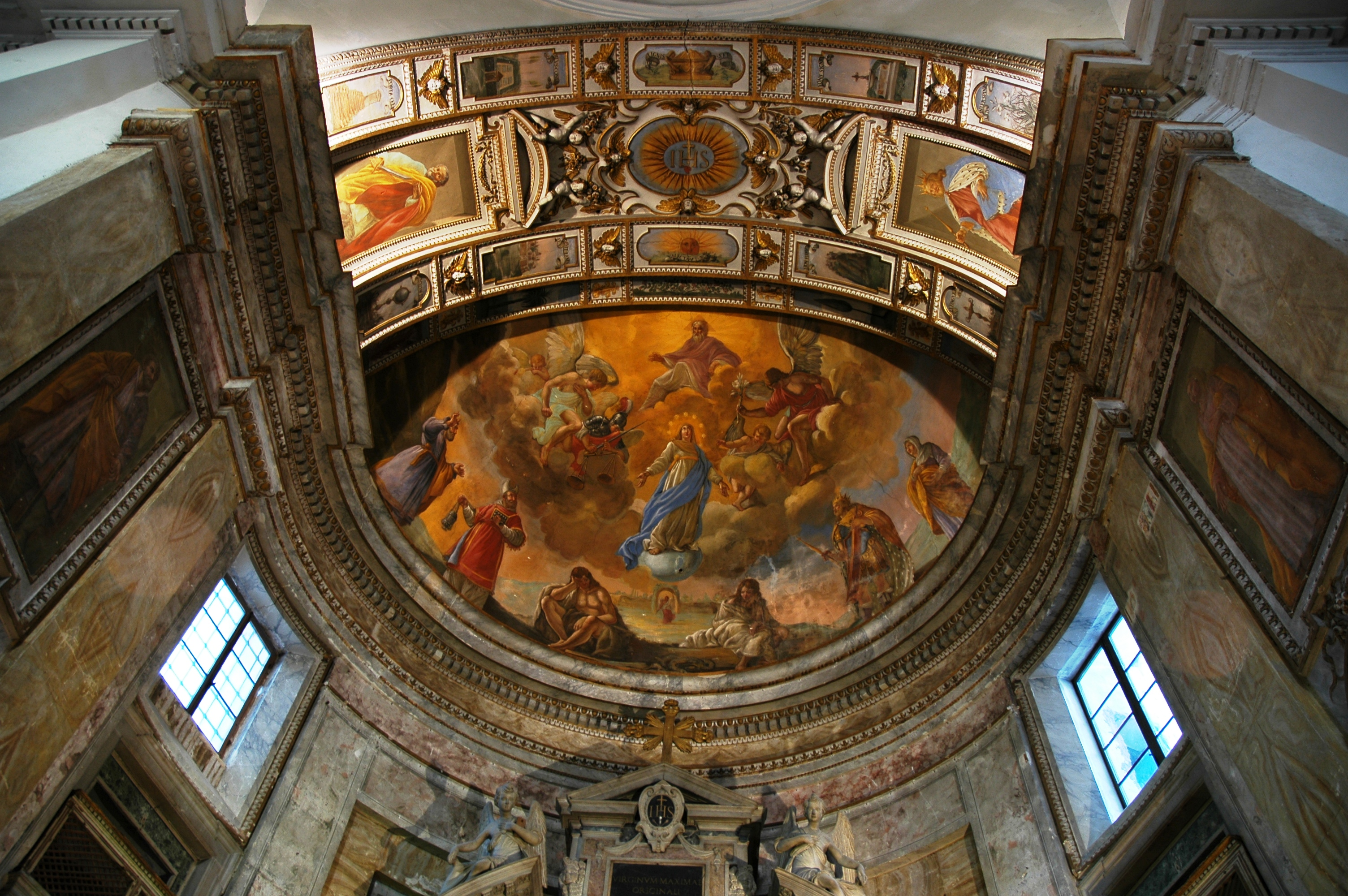
Affresco del catino absidale attribuito a Giovanni Serodine. 1624

Nel 1664 i chierici lamentarono scarse risorse economiche a loro disposizione, minacciarono l'interruzione degli insegnamenti e l'allontanamento da Spoleto. Il Comune, per scongiurare la chiusura della scuola, chiese l'intervento del vescovo Cesare Facchinetti e l'attività educativa continuò ancora qualche anno, per poi cessare completamente nel 1680. I religiosi pretesero però di continuare a disporre di tutti i beni avuti in gestione, provocando lunghe controversie con il Comune che invece intendeva il comodato finalizzato al solo insegnamento.
Altri lasciti e donazioni elargiti da privati li convinsero a ritornare nel 1683. Nel frattempo la loro fama e influenza era molto cresciuta nel mondo, tanto che gli spoletini riservarono loro un'accoglienza straordinaria, come documentato da una lettera di ringraziamento spedita al Comune direttamente dal generale Charles de Noyelle.
La loro attività proseguì fino al 1773, quando l'ordine dei Gesuiti venne soppresso. Chiesa e collegio tornarono a essere gestiti dalla Confraternita della Concezione fino al 1802; subentrò poi un'altra compagnia di ecclesiastici, la Società della Fede di Gesù che nel 1799, appena costituita, aveva posto la propria sede a Spoleto, in casa del conte Alessandro Pianciani. Padre Niccolò Paccanari, generale della nuova compagnia, ottenne dal Comune la disponibilità della chiesa e del collegio a condizione che, in caso di abbandono e interruzione degli insegnamenti, gli edifici sarebbero tornati al cedente. L'esperienza durò pochi anni, la compagnia si sciolse dopo la ricostituzione dell'ordine dei Gesuiti nel 1814.
Il 4 luglio 1826, per volontà di papa Leone XII, il collegio fu riaperto e di nuovo affidato ai Gesuiti. 
Anche grazie a un lascito dello stesso papa e all'acquisizione dei beni dei conventi soppressi (il convento di San Nicolò e il monastero di Santa Maria Maddalena di Montefalco), l'offerta di istruzione pubblica gestita quasi totalmente dai Gesuiti, andò avanti a Spoleto senza sostanziali cambiamenti fino al 1850 circa, quando vennero espulsi in malo modo dalla città. Sino a quel momento il collegio poteva vantare un corso completo di studi comprendente dodici insegnamenti superiori e l'insegnamento primario. 

Tra gli allievi illustri si ricordano Giuseppe Accoramboni, Carlo Collicola, Filippo Campilli (morto nel 1785 e sepolto in chiesa), San Gabriele dell'Addolorata.
Fino all'Unità d'Italia la chiesa, pur tra chiusure e riaperture, continuò a essere dedicata al culto.

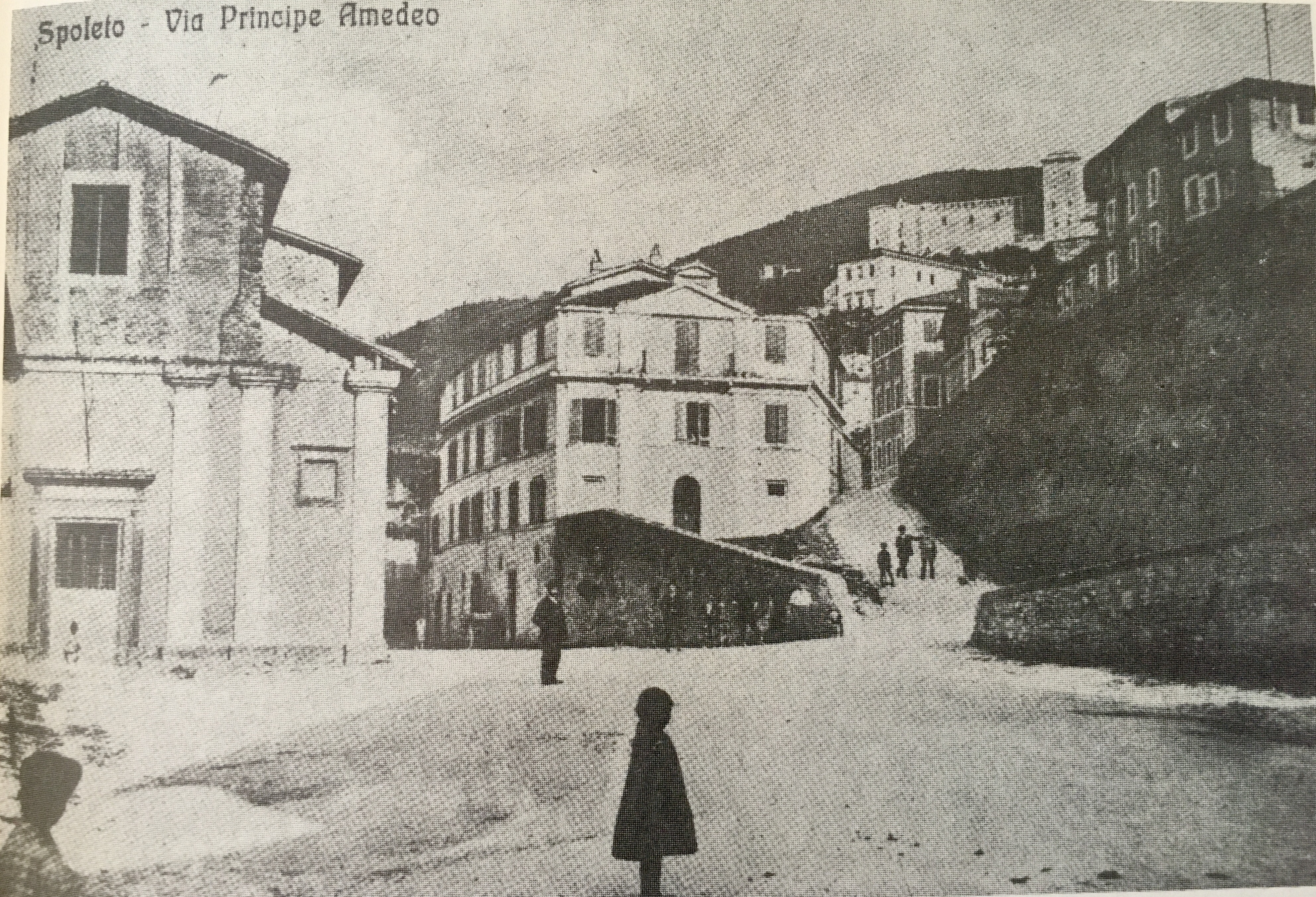
Santa Maria della Concezione, primi anni del Novecento, con il portale murato e l'ingresso, a uso militare, spostato nel cortile

### Dopo l'Unità d'Italia
Dopo l'adesione dell'Umbria al Regno di Vittorio Emanuele II e la perdita per Spoleto del rango di capoluogo di provincia, venne istituito in città un Convitto Nazionale e un liceo regio (il liceo Pontano rimase il solo Regio Liceo dell'Umbria fino alla fine del secolo e oltre), nel quale studiò e si formò, fino alla prima guerra mondiale, la classe dirigente dell'Umbria meridionale. La scelta della sede cadde sull'ex convento dei gesuiti che da lunga tradizione rappresentava il centro scolastico cittadino per antonomasia. Il Convitto nazionale "Umberto I" venne inaugurato nel dicembre 1862; nel 1874, per ragioni di spazio, fu trasferito nell'ex convento della chiesa Santa Trinità.

#### Il distretto militare
Quando nel 1876 venne deciso che Spoleto sarebbe diventata sede di un distretto militare, la chiesa di Santa Maria della piaggia venne individuata come il luogo più adatto ad alloggiarlo. La scelta, fortemente caldeggiata da Luigi Pianciani, non piacque a molti cittadini che chiedevano di conservare la chiesa al culto, ma il timore di perdere il reggimento e i relativi guadagni, piegò il loro volere. L'intero complesso dei Gesuiti venne messo a disposizione del Genio; non furono necessari cambiamenti strutturali, l'altare venne semplicemente protetto da un tavolato e il 1º febbraio 1878 il Distretto intitolato al Principe Umberto entrò in funzione occupando anche i locali utilizzati in precedenza dal Convitto Nazionale. In pochi anni il bisogno di spazi sempre maggiori per magazzini, dormitori e armeria, portò alla costruzione di un locale a ridosso del muro nord della chiesa e a numerosi espropri. Il Comune acquisì orti e case appartenenti a nobili famiglie, e una grande cantina (Cantina Angelini) posta nel sottosuolo della chiesa e della sagrestia. Altri lavori d'ampliamento fortemente reclamati dai militari, avrebbero interessato la demolizione dell'altare maggiore e la divisione della navata centrale al fine di ottenere un secondo piano, come era accaduto alla chiesa di San Simone; per fortuna, anche in seguito alle petizioni di molti cittadini, tali modifiche non vennero realizzate. Ma purtroppo, in seguito al passaggio di proprietà, gli arredi sacri e i dipinti che arricchivano l'interno della chiesa, andarono dispersi, così come accadde in quel periodo a molti altri beni mobili cittadini.

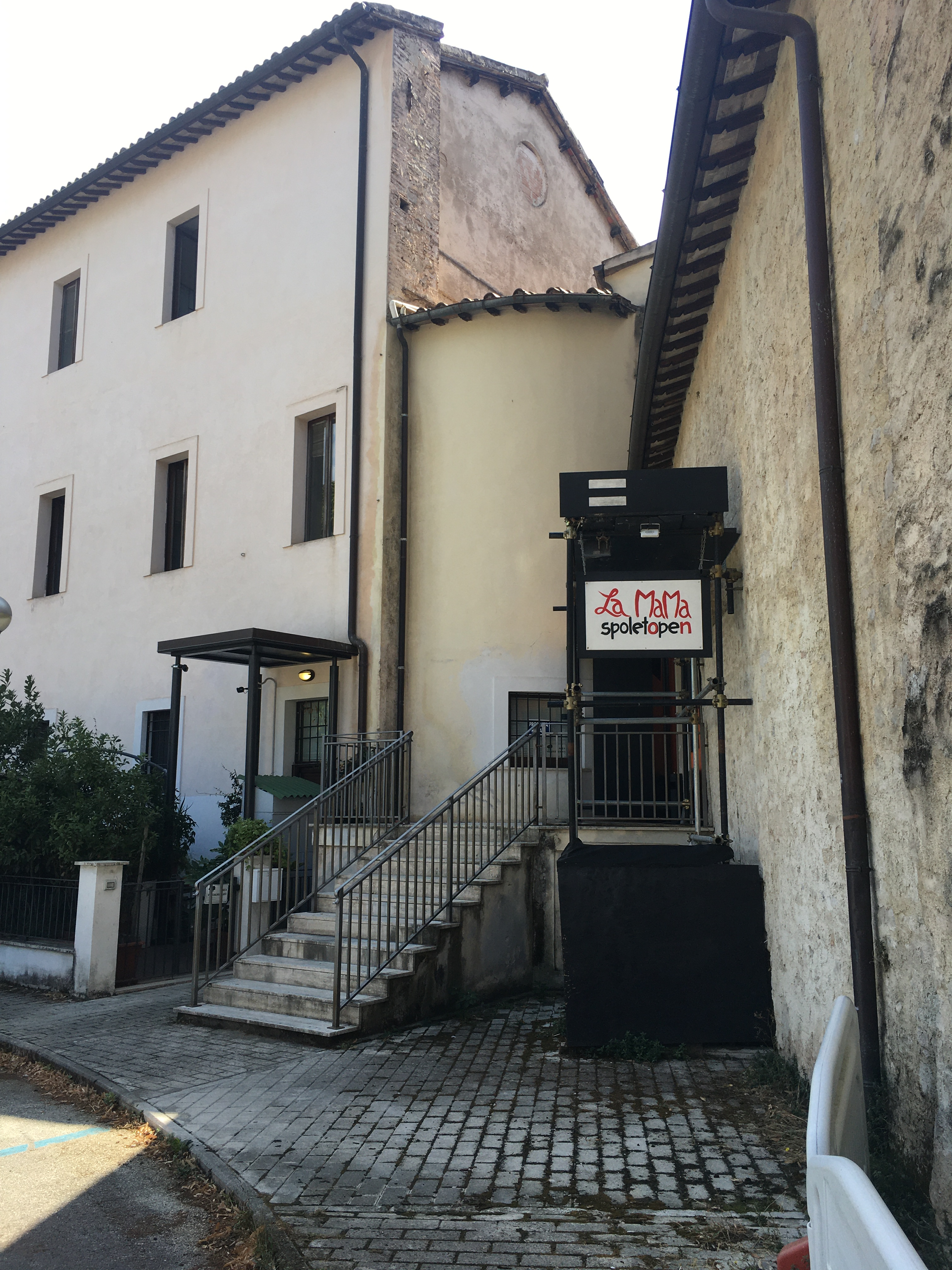
Cortile dell'ex monastero. Creative Hub Cantiere Oberdan

Il distretto militare "Umberto I", poi chiamato "Nino Bixio", cessò di esistere a metà degli anni cinquanta; per i locali che erano tornati nella disponibilità del Comune, negli anni duemila iniziò un progressivo e lento recupero che portò alla realizzazione di alloggi popolari, uffici e spazi destinati all'associazionismo locale.

#### Storia recente
Nel 1934 la piazza antistante la chiesa venne asfaltata e tutta la zona acquistò un maggior decoro. Fino agli anni ottanta/novanta parte della chiesa fu annessa a uso magazzino alla Caserma Minervio. Successivamente venne usata come spazio teatrale durante numerose edizioni del Festival dei Due Mondi che vi ospitava gli spettacoli della Compagnia Marionettistica Carlo Colla & Figli.
Tra il 2002 e il 2005 ha supplito alla chiusura della Basilica di San Gregorio Maggiore interessata da lavori di restauro. 

Parte dell'ex monastero è stata utilizzata dagli uffici del Giudice di pace fino al 2018.
Nel cortile dell'ex convento si trova il Creative Hub Cantiere Oberdan, un piccolo spazio, luogo di aggregazione per i giovani, dedito alla sperimentazione artistica, teatrale e musicale, utilizzato anche per incontri a tema, convegni, proiezioni cinematografiche, feste. È gestito da varie associazioni tra cui La MaMa E.T.C.
La chiesa Santa Maria della Concezione è stata notevolmente danneggiata dal terremoto del 2016, da allora è inaccessibile; per riaprirla sarebbero necessari lavori di consolidamento e di puntellatura.

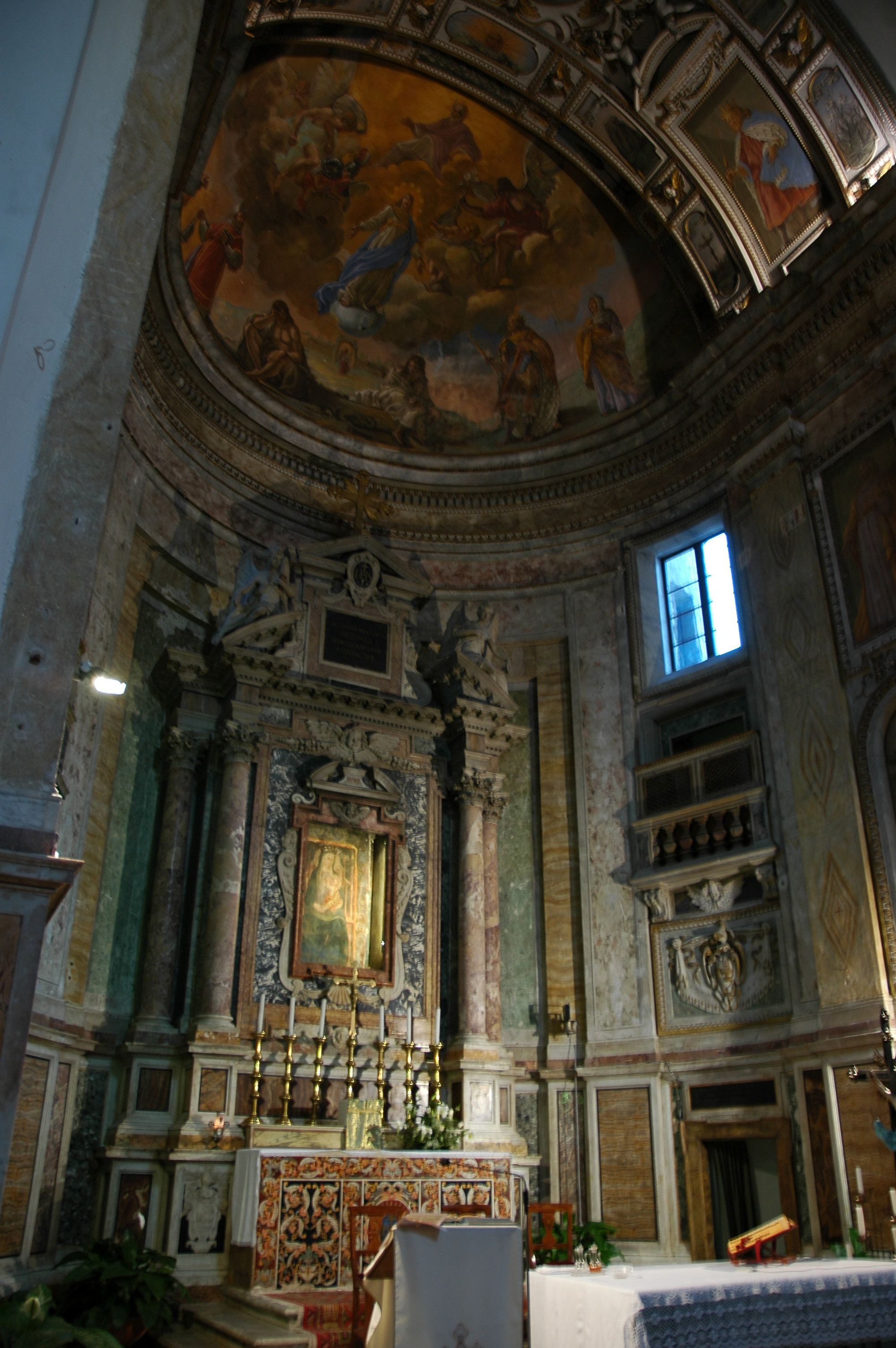
Altare maggiore

## Descrizione
La facciata non fu mai completata, così come alcune parti interne. Ha una struttura a tre navate suddivisa da pilastri, con cappelle laterali e ampio transetto, intonacata e ornata di pochi stucchi. Presenta un finto matroneo che ricorda la chiesa di Sant'Eufemia.

### L'altare maggiore
Al centro si trova un ricco altare barocco dotato di un'alta zoccolatura in marmi pregiati progettato da Sante Ghetti, eretto nel 1624 a spese di tal Bernardino de Filippis, come riportato in un'iscrizione posta al di sopra di una porticina laterale. Sopra l'altare un tabernacolo barocco contiene l'affresco distaccato e qui traslato nel 1605 con la sacra immagine della Madonna del Latte, detta Madonna della Piaggia, iconografia tipica del tardogotico spoletino, restaurata nel 2005. Al di sotto è un paliotto ornato da un raffinato intarsio marmoreo a più colori. La decorazione pittorica del catino absidale raffigurante la Santissima Trinità, l'Immacolata Concezione, i Profeti e i Progenitori, è stata riconosciuta quale opera giovanile di Giovanni Serodine, prima sua commissione pubblica della quale è rimasta traccia. 

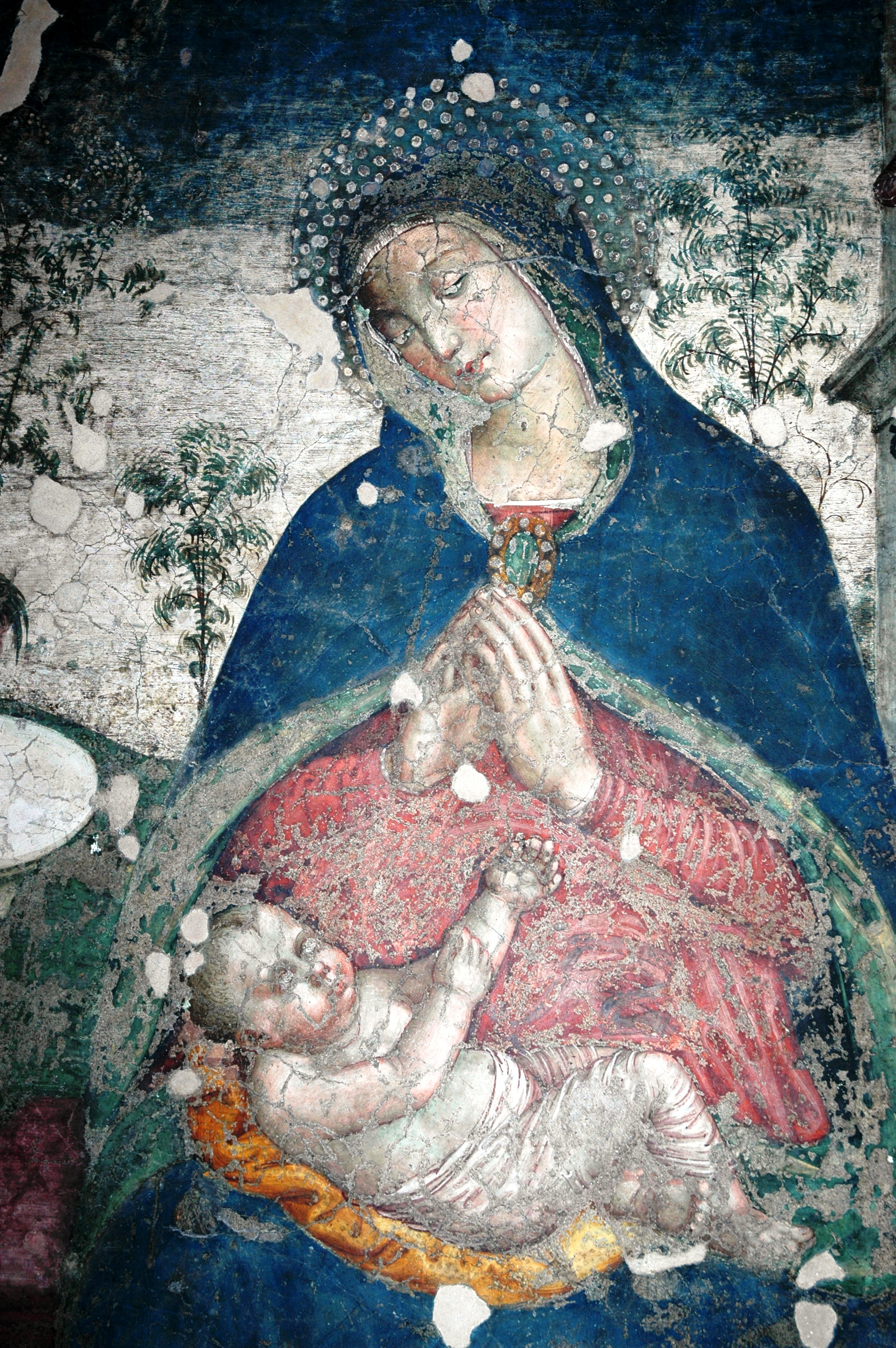
La Vergine con il Bambino in grembo disteso su un cuscino. Affresco di Bernardino Campilio, datato 1502.

### Navate destra e sinistra
Nella navata di destra un altare secentesco in marmo eretto dalla famiglia Ridolfi, che abitava un bel palazzo in corso Garibaldi, 24.
Nella navata sinistra un affresco di notevoli dimensioni, realizzato da Bernardino Campilio nel 1502 per il monastero della Stella e distaccato nel 1870 quando lo stesso fu adibito a caserma. Fu qui collocato in data sconosciuta, dopo essere stato a lungo conservato nella Pinacoteca comunale. L'immagine raffigura la Vergine con il Bambino in grembo disteso su un cuscino; sullo sfondo un cortile in cui si distinguono un pozzo, un edificio e una suora con il velo rosso. La scena si riferisce a un evento legato al vescovo Bartolomeo Accoramboni che secondo la tradizione accadde nel 1254: di notte il prelato intravide una luce divina a forma di stella ergersi sopra un pozzo abbandonato, dove poi furono rinvenuti resti di neonati. Dispose quindi la costruzione di un nuovo ospedale dove accogliere non solo i poveri, gli infermi e i pellegrini, ma soprattutto i neonati esposti, sotto la cura di monache agostiniane caratterizzate dal velo rosso e da una stella.